# Лун Лејк (Вашингтон)
Лун Лејк (енгл. Loon Lake) насељено је место без административног статуса у америчкој савезној држави Вашингтон.

## Демографија
По попису из 2010. године број становника је 783.
| Група             | 2000.    | 2010.       |
| Белци             | 0 (0,0%) | 726 (92,7%) |
| Афроамериканци    | 0 (0,0%) | 3 (0,4%)    |
| Азијати           | 0 (0,0%) | 1 (0,1%)    |
| Хиспаноамериканци | 0 (0,0%) | 14 (1,8%)   |
| Укупно            | 0        | 783         |